# Librazhd
Librazhd é uma cidade e município (em albanês:  bashkia) da Albânia. É a capital do distrito de Librazhd na prefeitura de Elbasan.